# Рондонска мармозетка
Рондонската мармозетка (Mico rondoni) е вид бозайник от семейство Остроноктести маймуни (Callitrichidae). Видът е световно застрашен, със статут Уязвим.

## Разпространение
Разпространен е в Бразилия (Рондония).